# Podzemna železnica Ekaterinburg
Podzemna železnica Ekaterinburg (ruski: Екатеринбу́ргский Метрополите́н) je brz tranzitni sastav koji služi gradu Ekaterinburgu u Rusiji. Podzemna železnica otvorena je 26. aprila 1991., a dugačka je 12,7 kilometara i ima 9 stanica. Ova podzemna železnica bila je 13. i poslednja predviđena za otvaranje u SSSR-u.
Ekaterinburg, nekada zvani Sverdlovsk, uvek je bio poznat kao neformalni glavni grad Urala, prirodna podjela između Europe i Azije, izmeđuop Evropske Rusije i Sibira. Grad je rastao vrlo brzo jer je bio važan industrijski centar i prometno središte. Planovi za sastav brzog tranzita započeli su krajem 1970.-ih, a 1980. godine započela je izgradnja.
Nejednaki predeo grada, kao i njegov raspored s vrlo gustim središtem grada, potaknuli su kombinovanje dubokih i plitkih stanica. Dana 26. aprila 1991. godine, šesta podzemna železnica Rusije i trinaesta i poslednja podzemna železnica Sovjetskog saveza, koja je prestao postojati tek nekoliko meseci kasnije, konačno su otvoreni za javnost. Gospodarska kriza ranih 1990.-ih godina jako je otežavala nastavak gradnje, a prva faza obuhvatila je samo tri stanice. Međutim, tadašnji ruski predsednik Boris Jeljcin namaknuo je državna sredstva za dovršetak izgradnje, a do 1995. udvostručena je. Od tada su izgrađena samo dva proširenja.